# Trefenad tångsnärta
Trefenad tångsnärta (Tripterygion delaisi), en fisk i familjen slemfiskar som finns i östra Atlanten från Engelska kanalen till Senegal.

## Utseende
En långsträckt fisk med slemmig hud och tre ryggfenor, alla med dubbla fenstrålar, liksom bukfenorna. Strålarna i de två främre ryggfenorna är hårda taggstrålar. Till skillnad från slemfiskarna har den emellertid fjäll. Färgen är gråbrun med fem mörka tvärstreck. Under parningstiden får hanen en klargul kropp med svart huvud och blå fenkanter. Arten blir sällan längre än 6 cm, men kan som mest nå en längd av 8,9 cm.

## Vanor
Den trefenade tångsnärtan lever i grunda kustvatten med klippbotten, där den gärna uppehåller sig i klippskrevor och grottmynningar, vid bryggpålar och liknande, mörka strukturer. Honan kan imitera bakgrunden i de områden där hon lever. Födan består av olika bottenlevande ryggradslösa djur samt hoppkräftor.

### Fortplantning
Hanen hävdar revir av en storlek på ungefär 3 m2. Han uppvaktar honan genom att simma i en 8 framför henne.

## Utbredning
Utbredningsområdet omfattar östra Atlanten från Engelska kanalen söderut via Medelhavet, Madeira och Kanarieöarna och längs Västafrikas kust till Senegal.